# Zu Ding
Zu Ding (chiń. 祖丁), imię osobiste Zi Xin – władca Chin z dynastii Shang.
Starożytna chińska kronika Zapiski historyka autorstwa Sima Qiana informuje, był następcą swojego wuja Wo Jia. Rządził krajem przez około 32 lata. Otrzymał pośmiertne imię Zu Ding. Jego następcą został jego kuzyn Nan Geng.
Niewiele wiadomo o szczegółach jego panowania.